# Walter Kriege
Walter Adolf Florens Hermann Kriege (né le 15 mars 1891 à Asuncion, mort le 1er décembre 1952 à Düsseldorf) est un juriste allemand.

## Biographie
Walter Kriege est le fils du diplomate Johannes Kriege, le neveu de l'architecte Richard Saran, le petit-fils du maire de Brême Johann Daniel Meier et cousin de la journaliste britannique Mary Saran. Il fait partie de la descendance de Hermann Kriege.
Kriege étudie le droit avant d'être soldat de la Première Guerre mondiale. De 1921 à 1923, il travaille à la Reichsbank et par la suite jusqu'en 1944, d'abord dans l'administration judiciaire de la Prusse puis du Reich. En avril 1940, il devient directeur ministériel au sein du ministère de la Justice du Reich. Kriege participe le 23 et 24 avril 1941 à une réunion des plus grands juristes à la Haus der Flieger, où on leur présente l'Aktion T4.
Au sein du cabinet fantôme Beck/Goerdeler, Kriege est secrétaire puis ministre de la Justice. Après le complot du 20 juillet 1944, il est arrêté puis libéré en novembre 1944.
Après la Seconde Guerre mondiale, Kriege est de 1946 à 1949 vice-président de l'administration fiscale allemande et directeur adjoint du ministère des Finances. En 1950, il devient président du Landeszentralbank de Rhénanie-du-Nord-Westphalie jusqu'à sa mort.